# SONAR MUSIC
SONAR MUSIC（ソナー ミュージック）は、J-WAVEで2016年10月3日から2024年9月30日まで放送されていたラジオ番組。最終回時点でのナビゲーターはあっこゴリラが務めていた。2019年3月まではナビゲーターの藤田琢己と日替わりミュージックレシーバー（ミュージックオペレーター）のコンビで担当していた。

## 放送・配信時間
いずれもJST。
ラジオ
- J-WAVE 月曜 - 木曜 22:00 - 24:00 (2021年4月1日 - 2024年9月30日)[3] [4]

### 過去
ラジオ
- J-WAVE 月曜 - 木曜 21:00 - 24:00 (2017年10月2日 - 2021年3月31日)[5]
- J-WAVE 月曜 - 木曜 23:30 - 翌1:00（2016年10月3日 - 2017年9月28日）

インターネット配信
- AbemaRADIO 月曜 - 木曜 21:00 - 24:00 (2017年12月4日 - 2018年7月31日)

## 出演者

### 最終回時点のナビゲーター
- あっこゴリラ（2019年4月1日 - 2024年9月30日）[2]
- 櫻井海音（2023年10月2日 - 2024年9月30日）PIA SONAR'S LABのみの出演。

### かつてのナビゲーター
- 藤田琢己（2016年10月3日 - 2019年3月28日）

### かつてのミュージックレシーバー
- 月曜日 emma
- 火曜日 DAOKO[6]
- 水曜日 Licaxxx[7]

### かつてのミュージックオペレーター
- 木曜日 水野良樹（いきものがかり）[8]

## コーナー

### 現在のコーナー
FEATURE TOPICS(22:00-22:30頃、22:40-23:20頃)
本番組の核となるコーナー。毎日1つのテーマに沿った音楽トピックスをゲストやアーティストコメント、リスナーのミュージックシェアを交えながら番組独自の視点で特集する。
後述の『SONAR TO THE NEXT』を途中で挟むため前半・後半とパートを分けて特集する。特集する企画によっては後半のパートのうち22時台を休止し、代わりに番組がオススメする新曲や初解禁OA、SONAR TRAXの楽曲紹介などをすることがある。

SONAR TO THE NEXT(22:30-22:40頃)
活動中の学生アーティストを自薦・他薦、または番組スタッフのハンティングで毎日1組紹介し楽曲をOAする。アーティストによっては生電話で紹介する場合がある。年間を通してスタッフが良いと思ったアーティスト1組には毎年3月に番組内でスタジオライブを実施する。
過去には大学生・専門学生たちが今、聴いている音楽をアンケート、インタビューを通して調査するコーナーだった。

SONAR'S ROOM(23:20-23:35頃)
2019年4月より開始。番組が注目する4組のミュージシャンが自身の原点や今、影響を受けているものをトークするコーナー。2024年4月から番組終了までは、離婚伝説（月曜）、Haruy（火曜）、MONONOKE（水曜）、グソクムズ（木曜）が担当している。2019年度は、JQ（Nulbarich）（月曜）、DYGL（火曜）、CHAI（水曜）、milet（木曜）、2020年4月からは、eill（月曜）、カネコアヤノ（火曜）、FAITH（水曜）、Survive Said The Prophet（木曜）、2021年4月からは、Vaundy（火曜）、Kroi（水曜）、Doul（木曜）、2021年7月からは、君島大空（月曜）、ビッケブランカ（水曜）、2021年10月からは、小林私（月曜）、PEOPLE 1（火曜）、chilldspot（水曜）、(sic)boy（木曜）、2022年4月からは、NIKO NIKO TAN TAN（月曜）、Chilli Beans.（火曜）、Penthouse（水曜）、森大翔（木曜）、2022年10月からは、WurtS（月曜）、TOMOO（火曜）、Hakubi（水曜）、オレンジスパイニクラブ（木曜）、2023年4月からは、imase（月曜）、ALI（火曜）、Bialystocks（水曜）、カメレオン・ライム・ウーピーパイ（木曜）、2023年10月からは、billyrrom（月曜）、とた（火曜）、新東京（水曜）、さらさ（木曜）が担当していた。

PIA SONAR'S LAB(23:40頃)
2023年10月より放送されているぴあの一社提供コーナー。金曜日の夜に放送されていたSONAR MUSIC FRIDAYを踏襲し、櫻井海音が注目のニューカマーに深掘りインタビューする。主にSONAR TRAXに選出されたアーティストを中心に2〜4日に分けてトークする。

### 過去のコーナー
GEEK OUT
2019年4月より開始。音楽関係者や音楽好きな著名人などが日替わりで注目の新曲やニューアーティストを紹介するコーナー。
THE FIRST TAKE MUSIC
2020年9月3日開始（木曜 21:45）。「音楽とは、何か。一発撮りで、向き合う」をコンセプトに、昨年11月に開設されたYouTubeチャンネルのTFTに出演したアーティストをゲストに迎え、美しい映像や音について考察し、撮影の舞台裏やエピソードトークを披露する。

## J-WAVE SONAR TRAX
J-WAVEがセレクトした今、聴くべきNEXT BREAKアーティストの楽曲を選出している（いわゆるヘヴィーローテーション楽曲)。 当番組終了後も継続している。
2022年6月までは半月毎に8〜10曲程の選出だったが、同年7月からは毎月更新に変更。同年8月からは曲数を減らし毎月4曲ずつの選出になっている。
選出された曲は当番組のコーナーで紹介される他、J-WAVEの各生放送のワイド番組を中心にOAされる。
2020年10月から2022年3月までの期間は『VISION』の後番組として土曜日の17時台から21時台と23時台、日曜日の16時台から23時台にも各日毎時58分頃から2分程(土曜23時台は56分から4分程)放送されていた。

## 番組が放送されていた放送局
- J-WAVE
- コミュニティFM局
一部のコミュニティFM局では時間が短縮されて放送されている場合があるので各放送局の番組表を参照。

| - ラジオふらの（北海道富良野市） - Be FM（青森県八戸市） - FMアップルウェーブ（青森県弘前市） - ラヂオもりおか（岩手県盛岡市） - FMあすも（岩手県一関市） - きたかみE&Beエフエム（岩手県北上市） - 横手かまくらＦＭ（秋田県横手市） - ラジオモンスター（山形県山形市） - ハーバーRADIO（山形県酒田市） - FMいずみ（宮城県仙台市泉区） - BAY WAVE（宮城県塩竈市） - ラジオ石巻（宮城県石巻市） - H@!FM（宮城県登米市） - KOCOラジ（福島県郡山市） | - M wave（群馬県前橋市） - FMながおか（新潟県長岡市） - ラヂオは～と（新潟県三条市・燕市） - FMぜんこうじ（長野県長野市） - iステーション（長野県飯田市） - エフエムまつもと（長野県松本市） - City FM（富山県富山市） - ラジオ・ミュー（富山県黒部市） - エフエムいみず（富山県射水市） - FM-Hi!（静岡県静岡市葵区・駿河区） - FM Haro!（静岡県浜松市中央区） - COAST-FM（静岡県沼津市） - Radio-f（静岡県富士市） - FM GENKI（兵庫県姫路市） | - FMくらしき（岡山県倉敷市） - FMちゅーピー（広島県広島市中区） - レディオBINGO（広島県福山市・府中市） - NANAKO（山口県萩市） - RADIO BIRD（鳥取県鳥取市） - ドリームスエフエム（福岡県久留米市） - シティエフエム都城（宮崎県都城市） - フレンズFM762（鹿児島県鹿児島市） - エフエムみやこ（沖縄県宮古島市） |

## 番組が配信されていた配信元
- AbemaTV